# Marie-Eugène Debeney
Marie-Eugène Debeney, född 5 maj 1863, död 6 november 1943, var en fransk general.
Debeney blev officer vid infanteriet 1886, överste 1914, brigadgeneral 1915 och divisionsgeneral 1916. Vid första världskrigets utbrott var Debeney lärare vid krigshögskolan, och blev i september 1914 arméstabschef vid 1re Armée och i januari 1915 generalstabschef vid östra armégruppen. Efter att samma år ha varit fördelningschef blev han i april 1916 chef för 38:e armékåren vid Somme. I december 1917 erhöll Debeney befälet över 1re Armée och deltog med denna verksamt i ententmakternas slutliga segeroffensiv. Efter fredsslutet blev han 1918 medlem av högsta krigsrådet och var 1924–1929 chef för generalstaben.

## Utmärkelser
- Kommendör med stora korset av Svärdsorden, 1920.[4]